# Parides eurimedes
Parides eurimedes is een vlinder uit de familie van de pages (Papilionidae). De wetenschappelijke naam van de soort is voor het eerst geldig gepubliceerd in 1782 door Caspar Stoll. Dit taxon is lang bekend geweest onder de naam Parides arcas, gebaseerd op Papilio arcas Stoll, 1782. Die laatste naam was echter al bezet door Papilio arcas Drury, 1773, en dus niet beschikbaar.